# Улица Николая Панова (Самара)
У́лица Никола́я Пано́ва — находится в Октябрьском районе городского округа Самара.
Начало берёт с улицы Ново-Садовой и заканчивается пересечением с Маломосковской улицей. Пересекает улицу Скляренко, улицу Мичурина, улицу Гая  и  улицу Подшипниковую.

## Этимология годонима
Прежнее название — Мопровская улица (в честь МОПР). 11 мая 1967 года улица получила имя профессионального революционера политкомиссара Николая Фёдоровича Панова (1890—1938).

## Здания и сооружения
Улица начала застраиваться в XX веке.
- 5, 7, 9 — здания являются частью комплекса выявленного объекта культурного наследия («Казармы 5-го Гусарского Александрийского полка и конноартиллерийского дивизиона в г. Самаре (комплекс)»[1]
- 8 — Самарский областной кожно-венерологический диспансер. Консультативно-диагностическое отделение №3
- 6-Б — Группа предприятий «Берег»
- 12 — Детская городская поликлиника № 9
- 14-А — СамараТеплоМонтаж
- 30 — Библиотека №8[2]

## Транспорт
Общественный транспорт по улице Николая Панова не ходит. Можно доехать лишь до её пересечения с улицей Ново-Садовой:
- автобусы — № 50, 50а, 61.
- маршрутные такси — № 50, 61, 97, 206, 232, 261, 297.
- трамваи — № 4, 5, 20, 20к, 22, 23.

Станция метро «Российская» находится в 600 метрах от улицы Николая Панова.

## Почтовый индекс
- 443220
- 443068
- 443056
- 443317

## Источник
- А. М. Липатова. Самарских улиц имена. — Самара, 2003. — С. 145
- Улицы Самары / Справочник. Составитель Е. Я. Суровиков — Самара: Папирус, 1997